# 쉬자위
쉬자위(중국어: 徐嘉余, 병음: Xú Jiāyú, 한자음: 서가여, 1995년 8월 19일~)는 중화인민공화국의 수영 선수로 주 종목은 배영이다. 2014년 아시안 게임 남자 배영 100m 결승 경기에서 52.81초의 기록으로 은메달을 획득했으며, 2016년 하계 올림픽 남자 배영 100m 결승 경기에서 52.31초의 기록으로 은메달을 획득했다.